# Asthenidia podaliriaria
Asthenidia podaliriaria  (лат.) — вид чешуекрылых насекомых из семейства павлиноглазок. Распространён в штате Рио-де-Жанейро, в Бразилии.
Окраска бабочек состоит главным образом из бледных кремовых тонов. На передних крыльях имеются три поперечные узкие коричневые полоски: первая находится (смотреть от внутреннего края крыла) перед серединой крыла, вторая — за серединой, которая прерывается по направлению к заднему краю крыла, и третья расположена близ наружного края. Вершина передних крыльев помечена большим чёрным пятном. На поверхности задних крыльев также присутствуют три полоски, которые соединяются в анальном углу. На каждом заднем крыле имеется по одному тонкому и изогнутому хвосту. У начала хвоста заднего крыла имеются два больших пятна: чёрное и наполовину красное и наполовину чёрное. Усики чёрные.